# Bodo Broschat
Bodo Broschat (* 1. Februar 1959 in Neuruppin) ist ein deutscher Medailleur und Münzgestalter.

## Werdegang
Bodo Broschat erlernte im VEB Münze der DDR, heute Staatliche Münze Berlin, das Handwerk des Stahlgraveurs. Bei seiner späteren Tätigkeit in der Münzprägeanstalt gehörte das Anfertigen von Prägestemplen nach Entwürfen von Medailleuren zu seinen Aufgaben, eine Arbeit, die in der Bundesrepublik Deutschland damals bereits maschinell gemacht wurde. Daher ist Broschat heute einer der wenigen bekannten Medailleure, die in der Lage sind, ihre Entwürfe direkt als Prägestempel umzusetzen. Parallel zur Berufstätigkeit besuchte Broschat einen Lehrgang bei Heinz Hoyer an der Kunsthochschule Berlin-Weißensee und die Meisterschule. Im Jahr 1990 erwarb er den Meistertitel und gründete eine eigene Werkstatt in Berlin-Marzahn.

## Wirken in der Münzgestaltung
1991 nahm Broschat erstmals an einem Wettbewerb zur Gestaltung einer deutschen Gedenkmünze teil, die erste Münze nach seinem Entwurf wurde 2002 zum hundertjährigen Jubiläum der U-Bahn in Deutschland geprägt. Seither erschienen noch einige weitere von Broschat gestaltete Gedenkmünzen, darunter 2007 eine 100-Euro-Prägung in Gold zum Thema UNESCO Welterbe – Hansestadt Lübeck und 2019 die des Speyerer Doms. Anfang 2010 erschien als erste Kursmünze Broschats die 2-Euro-Gedenkmünze Bremen aus der Bundesländerserie. 2018 gestaltete er die 13. Münze der Bundesländerserie aus Berlin. Im selben Jahr war er zudem für die 2-Euro-Gedenkmünze "100. Geburtstag von Helmut Schmidt" verantwortlich. 2020 erschien die 2-Euro-Gedenkmünze "50 Jahre Kniefall von Warschau", an der Bodo Broschat ebenfalls mitwirkte.